# Centro de Lectura de Reus
El Centro de Lectura es una entidad privada sin ánimo de lucro, si bien realiza de hecho un servicio público, ubicado en la ciudad de Reus (Tarragona), y que está destinada al fomento y a la difusión de la cultura en todos sus aspectos.

## Historia
Fue fundado en 1859 por el periodista Josep Güell i Mercader. El Centro siempre se ha caracterizado por su talante progresista, democrático y catalanista. De 1939 a 1948 fue cerrado por el gobierno de Franco y reabrió este último año bajo la presidencia de Enric Aguadé i Parés. Desde 1921 tiene su sede en un gran edificio en la calle Mayor (el antiguo Palacio o Casal dels Tamarit) que fue donado en 1916 por el filántropo reusense Evarist Fàbregas Pàmies que además financió las obras de remodelación.
Su biblioteca, iniciada el mismo año, se convirtió en una de las principales de Cataluña, y hasta finales de los años noventa la ciudad no dispuso de una biblioteca pública (entonces abrió la biblioteca Xavier Amorós), ya que su servicio se había cubierto con la del Centro de Lectura. Actualmente, la Biblioteca del Centro de Lectura cuenta con unos 230.000 volúmenes entre los que destacan 20 incunables en la sección de Reserva y libros del siglo XVI, XVII y XVIII. El Centro también dispone de videoteca y fonoteca, servicios iniciados en 1993.
El centro tiene actualmente tres escuelas: de idiomas, de danza y de teatro. En 1924 se estableció una estación meteorológica.

### Secciones
El Centro se compone de varias secciones que realizan muchas actividades: exposiciones, conferencias, mesas redondas, seminarios, excursiones, proyecciones de diapositivas y audiovisuales, cursos, presentaciones de libros, y otros. Un acontecimiento importante es la exposición nacional de rosas que se celebra cada año (un concurso de las mejores rosas)que se inició en 1936 y se volvió a organizar el 1949 (de 1939 a 1948 el Centro permaneció cerrado) celebrándose desde entonces ininterrumpidamente.
Las secciones existentes son:
- Sección de arte[2]
- Sección de Ciencias de la Comunicación
- Sección de ciencias de la educación
- Sección de ciencias exactas, físicas y naturales* Sección de ciencias sociales, políticas y económicas
- Sección de geografía e historia
- Sección de lengua y literatura
- Sección de música
- Sección de tecnología
- Sección excursionista

Dentro de las secciones se organizan departamentos, y estos son los siguientes:
- Club de viajeros
- Departamento de astronomía
- Departamento de fotografía
- Departamento de meteorología
- Departamento de psicología
- Departamento de salud